# Гаити на зимних Олимпийских играх 2022
Республика Гаити на зимних Олимпийских играх 2022 года в Пекине была представлена одним спортсменом, горнолыжником Ричардсоном Виано. Эта Олимпиада стала первыми зимними Играми в истории, в которых приняли участие гаитянские спортсмены.

## Результаты

### Горнолыжный спорт
Квалификация спортсменов для участия в Олимпийских играх осуществлялась на основании специального квалификационного рейтинга FIS по состоянию на 16 января 2022 года. При этом НОК для участия в Олимпийских играх мог выбрать только того спортсмена, который вошёл в топ-500 олимпийского рейтинга в своей дисциплине, и при этом имел определённое количество очков, согласно квалификационной таблице. Страны, не имеющие участников в числе 500 сильнейших спортсменов, могли претендовать только на квоты категории B в технических дисциплинах. По результатам квалификации горнолыжник Ричардсон Виано стал обладателем олимпийской квоты и первым в истории участником зимних Олимпиад от Гаити.
| Спортсмен       | Дисциплина        | 1 спуск | 1 спуск    | 1 спуск | 2 спуск | 2 спуск    | 2 спуск | Итог    | Итог       | Итог  |
| Спортсмен       | Дисциплина        | Время   | Отставание | Место   | Время   | Отставание | Место   | Время   | Отставание | Место |
| --------------- | ----------------- | ------- | ---------- | ------- | ------- | ---------- | ------- | ------- | ---------- | ----- |
| Ричардсон Виано | гигантский слалом | DNF     | DNF        | DNF     | —       | —          | —       | —       | —          | —     |
| Ричардсон Виано | слалом            | 1:02.25 | +8.33      | 42      | 57.74   | +7.95      | 33      | 1:59.99 | +15.90     | 34    |